# 永和豆漿
永和豆漿源指台灣新北市永和區頂溪地區，以販賣豆漿、燒餅、油條為主的中式早餐店名，由一群從華北遷徙至台灣者于1955年創立。現今以永和豆漿為名的商號已遍及台灣與中國大陸，但兩地之間的相同品牌並無直接關係。

## 發展

### 在中華民國的發展
1955年，位於新北市永和區靠近中正橋處，有三間相鄰的店面「永和豆漿」、但「永和豆漿」稍後結束營運。
1982年，當時從事仲介業的林炳生向中華民國經濟部標準檢驗局申請註冊，以「永和」加「豆漿」飲品，成功註冊為商標，但近年修法後，不可再使用「地名」加「食品名」註冊商標。
1985年，林炳生成立弘奇食品，在台北市士林區開設「永和豆漿店」，大量生產濃縮豆漿銷往早餐店、麵包店、學校、超級市場等，只要加水稀釋便可飲用，大大減少熬煮豆漿的時間跟勞力。
2020年，商標權經過多次轉移，目前由大陸商永和食品(中國)股份有限公司所持有，並授權予獨資成立的台灣永和食品有限公司，負責人林建雄為林炳生的弟弟。

### 在中華人民共和國的發展
1985年，林炳生創立永和食品集團，旗下有「永和食品(中國)有限公司」與「上海弘奇永和食品發展股份有限公司」。
1995年，林建雄將永和豆漿推廣到中国大陆，中國大陆第一家永和豆漿店開在上海浦東地區。在當年的72小时网络生存测试中，《北京晚报》评价其“大出风头”。
2009年，林建雄成立永和食品(中國)有限公司，目前在中國大陸有超過500間門市，並將業務推廣到日本、美國、加拿大、泰國等20餘個國家和地區，發展成為國際品牌。

## 爭議
2019年，上海弘奇永和餐飲管理有限公司狀告北京三快科技有限公司等侵犯商標權。北京市海澱區人民法院作出一審判決，認定永和是地名，且豆漿是商品通用名稱，故無權禁止他人使用。但使用相同字體及近似圖案，不構成正當使用。